# トクトグル・サティルガノフ

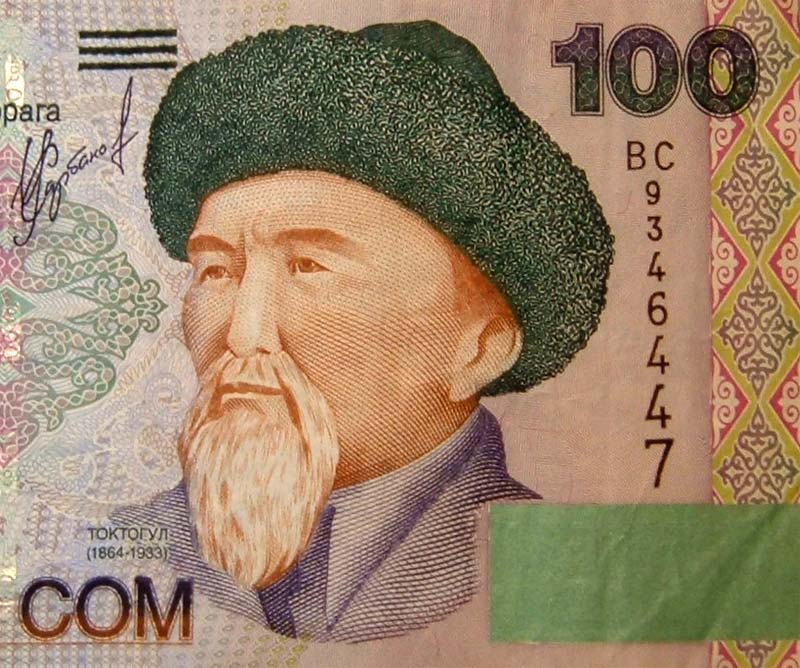
100ソム紙幣に描かれたサティルガノフ

トクトグル・サティルガノフ（キルギス語：Сатылган уулу、ロシア語: Токтогул Сатылганов
、1864年10月25日 - 1933年2月17日）はキルギス・ソビエト社会主義共和国の国民的な吟遊詩人。

## 経歴
1864年、サシク-ジイデ村生まれ。コムズの奏者であり、12歳から詩歌を創作した。風刺的な作品のためにシベリアへ流刑となったが、1910年に流刑地から逃亡を図った。